# Emery Compayré
Emery Compayré est un homme politique français né le 23 novembre 1877 à Lavaur et décédé le 24 mars 1951 à Labastide-Saint-Georges dans le Tarn.

## Biographie
Fils et neveu de députés radicaux du Tarn, il effectue des études de médecine après lesquelles il s'établit à Labastide-Saint-Georges. Membre du parti radical-socialiste, il est maire de Labastide-Saint-Georges puis conseiller général du canton de Saint-Paul-Cap-de-Joux 24 ans après son père.
Lors des élections législatives de 1932, il est élu député, et réélu en 1936. Il intervient peu à la Chambre des députés.
Le 10 juillet 1940, il vote en faveur de la remise des pleins pouvoirs au Maréchal Pétain.  Il ne reprend pas d'activité politique après la Libération.

## Source
- « Emery Compayré », dans le Dictionnaire des parlementaires français (1889-1940), sous la direction de Jean Jolly, PUF, 1960 [détail de l’édition]